# The Emotions
The Emotions fue un grupo de smooth soul y disco formado en 1968 en Chicago por las hermanas Sheila Hutchinson, Wanda Hutchinson y Jeanette Hutchinson.

## Biografía
Pasaron su infancia y juventud cantando góspel en Chicago. Hasta que en 1969 decidieron formar The Emotions, lanzando el sencillo debut So I Can Love You. Gozaron de fama local bajo la producción de Stax y los arreglistas Isaac Hayes y David Porter. En 1975 se unieron a Maurice White de Earth, Wind & Fire, para crear el número uno Best of My Love dos años después en 1977. Un año antes habían conseguido el número dos con el tema Boogie Wonderland. Estuvieron en ARC, discográfica de Maurice White entre 1979 y 1981. En 1984 fueron contratadas por la compañía Red, donde grabaron Sincerely, que incluía el sencillo All Things Come in Time. En 1985 se fueron a Motown, compañía para la cual solo grabaron el que pasara a ser su último disco If I Only Knew,. En 1986 el grupo se disuadió y cada una comenzó su carrera en solitario. Sheila Hutchinson grabó el dúo Feels Good to Feel Good con Garry Glenn en 1987. En 1990 hicieron los coros al tema góspel de Helen Baylor There's No Greater Love. Wanda Hutchinson y Jeanette Hutchinson colaboraron con Earth, Wind & Fire en su álbum de 1990 Heritage.

## Discografía
| Año  | Título              | Discográfica |
| ---- | ------------------- | ------------ |
| 1970 | So I can love you   | Stax         |
| 1971 | Songs of love       | Volt         |
| 1972 | Untouched           | Volt         |
| 1976 | Flowers             | Columbia     |
| 1977 | Rejoice             | Columbia     |
| 1978 | Sunbeam             | RSI          |
| 1978 | Sunshine            | Stax         |
| 1979 | Come into our world | Columbia     |
| 1981 | New affair          | columbia     |
| 1984 | Sincerely           | Red Label    |
| 1985 | If I only knew      | Motown       |

## Premios
| Año  | Título          | Categoría                          | Género |
| ---- | --------------- | ---------------------------------- | ------ |
| 1977 | Best of my love | Mejor actuación R&B de dúo o grupo | R&B    |

- Datos: Q837141